# Leopardul
Leopardul/Cîntecul pădurii/Cadrane este primul material discografic al formației Roșu și Negru, apărut la Electrecord în anul 1972. EP-ul mai este cunoscut și sub denumirea convențională Leopardul.

## Lista pieselor
1. Leopardul (preluare Blood, Sweat & Tears – Go Down Gamblin' / George Pruteanu)
2. Cîntecul pădurii (Nancy Brandes / Flavia Buref)
3. Cadrane (Nancy Brandes / Nancy Brandes)

## Componența formației
- Nancy Brandes – orgă, lider
- Nicky Dorobanțu – chitară solo, vocal (piesa „Leopardul”)
- Florin Marcovici – chitară bas, vocal (piesele „Cîntecul pădurii” și „Cadrane”)
- Ovidiu Lipan – tobe
- Dumitru Grigoraș – flaut

Alți colaboratori:
- Constantin Mardare – trompetă
- Petru Bosner – trombon
- Petre Burneci – trompetă

## Piese filmate
- „Leopardul” – filmare TVR datată 1971 dintr-un spectacol cu public la Teatrul Național din Iași.
- „Cadrane” – filmare TVR datată 1971 dintr-o emisiune Ilustrate muzicale, prezentată de Alexandru Niță și Mihaela Mihai.

## Piese aflate în topuri
- „Cadrane” – #1 în topul Săptămîna, melodia anului 1971.